# RIAJ 유료 음악 전송 차트
RIAJ 유료 음악 전송 차트(일본어: RIAJ有料音楽配信チャート RIAJゆうりょうおんがくはいしんチャート[*])는 일본 레코드 협회 (RIAJ)가 2009년 4월부터 실시하고 있는 일본 유일의 음악 전달 오피셜 차트이다. 싱글 트랙 (착신음)의 유료 다운로드 수를 집계하고 매주 금요일 오전 11시 (JST)에 주 단위로 차트 발표를 한다.

## 차트
착신음 차트와 싱글트랙 차트로 나눈다.

2014년 1월부터 착신음full과 PC다운로드(싱글) 두 차트를 "싱글트랙"으로 통합.

## 과거 차트

### 착신음(벨소리) 차트 (2006년 8월 - 2009년 2월, 2009.04.07 - 2012.07.24)
아래 차트는 그 달 최고 다운로드 수치를 기록.
2006년
- 8월 - 오오츠카 아이 〈ユメクイ〉
- 9월 - 아마네 카오루 〈タイヨウのうた〉
- 10월 - 코다 쿠미 〈夢のうた〉
- 11월 - EXILEX코다 쿠미 〈WON'T BE LONG〉
- 12월 - 코다 쿠미 〈運命〉

2007년
- 1·2월 - 우타다 히카루 〈Flavor Of Life -Ballad Version-〉
- 3월 - 우타다 히카루 〈Flavor Of Life〉
- 4월 - 코부쿠로 〈蕾 (つぼみ)〉
- 5월 - 쿠와타 케이스케 〈明日晴れるかな〉
- 6·7월 - GReeeeN 〈愛唄〉
- 8월 - RSP 〈Lifetime Respect〉
- 9월 - 코다 쿠미 〈夢のうた〉
- 10월 - 코부쿠로 〈蒼く 優しく〉
- 11월 - EXILE 〈I Believe〉
- 12월 - 하마사키 아유미 〈Together When...〉

2008년
- 1·2·3월 - 아오야마 텔마 feat.SoulJa 〈そばにいるね〉
- 4·5·6월 - GReeeeN 〈キセキ〉
- 7월 - 후지오카 후지마키와 오하시 노조미 〈崖の上のポニョ〉
- 8월 - Lil'B 〈キミに歌ったラブソング〉
- 9월 - EXILE 〈Ti Amo〉
- 10월 - JUJU feat. Spontania 〈素直になれたら〉
- 11월 - 나카시마 미카 〈ORION〉
- 12월 - JUJU feat. Spontania 〈素直になれたら〉

2009년
- 1월 - GReeeeN 〈歩み〉
- 2월 - GReeeeN 〈刹那〉

### 2009년
| 4월 - 4월 7일 - 코다 쿠미Xmisono 《It's all Love!》 - 4월 14일 - BENI 《Kiss Kiss Kiss》 - 4월 21일 - EXILE 《Someday》 - 4월 28일 - 아야카 《夢を味方に》 5월 - 5월 5일 - JUJU with JAY'ED 《明日がくるなら》 - 5월 12일 - JUJU with JAY'ED 《明日がくるなら》 - 5월 19일 - JUJU with JAY'ED 《明日がくるなら》 (3주 연속) - 5월 26일 - GReeeeN 《遥か》 6월 - 6월 2일 - GReeeeN 《遥か》 - 6월 9일 - GReeeeN 《遥か》 - 6월 16일 - GReeeeN 《遥か》 (4주 연속) - 6월 23일 - JASMINE 《Sad to say》 - 6월 30일 - 유스케 《たんぽぽ》 7월 - 7월 7일 - 카토 미리야 《Aitai》 - 7월 14일 - 아야카 《みんな空の下》 - 7월 21일 - 이키모노가카리 《ホタルノヒカリ》 - 7월 28일 - EXILE 《優しい光》 8월 - 8월 4일 - EXILE 《優しい光》 (2주 연속) - 8월 11일 - 하마사키 아유미 《Sunrise ~LOVE is ALL~》 - 8월 18일 - 하마사키 아유미 《Sunrise ~LOVE is ALL~》 (2주 연속) - 8월 25일 - INFINITY16 welcomez 와카단나 from 쇼난노카제 & JAY'ED 《伝えたい事がこんなあるのに》 | 9월 - 9월 1일 - INFINITY16 welcomez 와카단나 from 쇼난노카제 & JAY'ED 《伝えたい事がこんなあるのに》 - 9월 8일 - INFINITY16 welcomez 와카단나 from 쇼난노카제 & JAY'ED 《伝えたい事がこんなあるのに》 (3주 연속) - 9월 15일 - DREAMS COME TRUE feat. FUZZY CONTROL 《その先へ》 - 9월 22일 - 힐크라임 《春夏秋冬》 - 9월 29일 - 이키모노가카리 《YELL》 10월 - 10월 6일 - 힐크라임 《春夏秋冬》 - 10월 13일 - 힐크라임 《春夏秋冬》 (2주 연속, 통합 3주) - 10월 20일 - 니시노 카나 《もっと…》 - 10월 27일 - 히라이 켄 《僕は君に恋をする》 11월 - 11월 3일 - 니시노 카나 《もっと…》 (통합 2주) - 11월 10일 - 유스케 《いちょう》 - 11월 17일 - EXILE 《ふたつの唇》 - 11월 24일 - EXILE 《ふたつの唇》 (2주 연속) 12월 - 12월 1일 - 니시노 카나 《Dear…》 - 12월 8일 - Mr.Children 《fanfare》 - 12월 15일 - 시미즈 쇼타 《君が好き》 - 12월 22일 - 후쿠야마 마사하루 《はつ恋》 - 12월 29일 - 후쿠야마 마사하루 《はつ恋》 |

### 2010년
| 1월 - 1월 5일 - 후쿠야마 마사하루 《はつ恋》 (3주 연속) - 1월 12일 - 기무라 카에라 《Butterfly》 - 1월 19일 - 나카시마 미카 《ALWAYS》 - 1월 26일 - 나카시마 미카 《ALWAYS》 (2주 연속) 2월 - 2월 2일 - 기무라 카에라 《Butterfly》 (통합 2주) - 2월 9일 - 시미즈 쇼타X카토 미리야 《FOREVER LOVE》 - 2월 16일 - 시미즈 쇼타X카토 미리야 《FOREVER LOVE》 (2주 연속) - 2월 23일 - 니시노 카나 《Best Friend》 3월 - 3월 2일 - 니시노 카나 《Best Friend》 - 3월 9일 - 니시노 카나 《Best Friend》 (3주 연속) - 3월 16일 - 유스케 《ライオン》 - 3월 23일 - 게쓰메이시 《さくら》 - 3월 30일 - 카토 미리야 《BYE BYE》 4월 - 4월 6일 - 사카모토 후유미 《また君に恋してる》 - 4월 13일 - 사카모토 후유미 《また君に恋してる》 (2주 연속) - 4월 20일 - 힐크라임 《大丈夫》 - 4월 27일 - 힐크라임 《大丈夫》 (2주 연속) 5월 - 5월 4일 - lecca 《TSUBOMI feat.九州男》 - 5월 11일 - 힐크라임 《大丈夫》 (통합 3주) - 5월 18일 - 니시노 카나 《会いたくて 会いたくて》 - 5월 25일 - 니시노 카나 《会いたくて 会いたくて》 (2주 연속) 6월 - 6월 1일 - 힐크라임 《ルーズリーフ》 - 6월 8일 - 힐크라임 《ルーズリーフ》 (2주 연속) - 6월 15일 - 기무라 카에라 《Ring a Ding Dong》 - 6월 22일 - 쿠보타 토시노부 《LOVE RAIN ~恋の雨~》 - 6월 29일 - JUJU 《Hello, Again ~昔からある場所~》 | 7월 - 7월 6일 - moumoon 《Sunshine Girl》 - 7월 13일 - 코다 쿠미 《Lollipop》 - 7월 20일 - 하마사키 아유미 《MOON》 - 7월 27일 - 게쓰메이시 《お二人Summer》 8월 - 8월 3일 - 니시노 카나 《if》 - 8월 10일 - 니시노 카나 《if》 - 8월 17일 - 니시노 카나 《if》 (3주 연속) - 8월 24일 - AKB48 《ヘビーローテーション》 - 8월 31일 - AKB48 《ヘビーローテーション》 (2주 연속) 9월 - 9월 7일 - 니시노 카나 《if》 (통합 4주) - 9월 14일 - EXILE 《もっと強く》 - 9월 21일 - 코다 쿠미 《好きで、好きで、好きで。》 - 9월 27일 - EXILE 《もっと強く》 10월 - 10월 5일 - EXILE 《もっと強く》 (2주 연속, 통합 3주) - 10월 12일 - EXILE 《I Wish For You》 - 10월 19일 - The ROOTLESS 《One Day》 - 10월 26일 - 소녀시대 《Gee》 11월 - 11월 2일 - 니시노 카나 《君って》 - 11월 9일 - 니시노 카나 《君って》 - 11월 16일 - 니시노 카나 《君って》 (3주 연속) - 11월 23일 - JUJU 《この夜を止めてよ》 - 11월 30일 - 코부쿠로 《流星》 12월 - 12월 7일 - JUJU 《この夜を止めてよ》 - 12월 14일 - JUJU 《この夜を止めてよ》 (2주 연속, 통합 3주) - 12월 21일 - 우타다 히카루 《Can't Wait 'Til Christmas》 - 12월 28일 - EXILE 《I Wish For You》 |

### 2011년
| 1월 - 1월 4일 - EXILE 《I Wish For You》 (2주 연속, 통합 3주) - 1월 11일 - 우에무라 카나 《トイレの神様》 - 1월 18일 - 우에무라 카나 《トイレの神様》 (2주 연속) - 1월 25일 - 이타노 토모미 《Dear J》 2월 - 2월 1일 - 동방신기 《Why? (Keep Your Head Down)》 - 2월 8일 - 니시노 카나 《Distance》 - 2월 15일 - 니시노 카나 《Distance》 (2주 연속) - 2월 22일 - 나오토 인티 레이미 《今のキミを忘れない》 3월 - 3월 1일 - 아오야마 텔마 《ずっと。》 - 3월 8일 - JAMOSA 《何かひとつ feat. JAY'ED & 若旦那》 - 3월 15일 - JAMOSA 《何かひとつ feat. JAY'ED & 若旦那》 - 3월 22일 - JAMOSA 《何かひとつ feat. JAY'ED & 若旦那》 (3주 연속) - 3월 29일 - 카라 《ジェットコースターラブ》 4월 - 4월 5일 - Mr.Children 《かぞえうた》 - 4월 12일 - Mr.Children 《かぞえうた》 (2주 연속) - 4월 19일 - Sonar Pocket 《ラブレター。~いつだって逢いたくて~》 - 4월 26일 - 팀 아뮤즈!! 《Let's try again》 5월 - 5월 3일 - SMAP 《not alone ~幸せになろうよ~》 - 5월 10일 - SMAP 《not alone ~幸せになろうよ~》 (2주 연속) - 5월 17일 - 니시노 카나 《Esperanza》 - 5월 24일 - 카오루와 토모키, 가끔 무크. 《マル・マル・モリ・モリ!》 - 5월 31일 - AKB48 《Everyday、カチューシャ》 6월 - 6월 7일 - JUJU 《また明日...》 - 6월 14일 - 카오루와 토모키, 가끔은 무크. 《マル・マル・モリ・モリ!》 - 6월 21일 - 카오루와 토모키, 가끔은 무크. 《マル・マル・モリ・モリ!》 (2주 연속, 통합 3주) - 6월 28일 - 카라 《GO GO サマー!》 | 7월 - 7월 5일 - 카라 《GO GO サマー!》 - 7월 12일 - 카라 《GO GO サマー!》 (3주 연속) - 7월 19일 - 아무로 나미에 《Fight Together》 - 7월 26일 - Sonar Pocket 《ゴメンね…。~お前との約束~》 8월 - 8월 2일 - 쿠보타 토시노부 《Golden Smile feat. EXILE ATSUSHI》 - 8월 9일 - 유스케 《雄叫び》 - 8월 16일 - 유스케 《雄叫び》 (2주 연속) - 8월 23일 - AKB48 《フライングゲット》 - 8월 30일 - AKB48 《フライングゲット》 9월 - 9월 6일 - AKB48 《フライングゲット》 (3주 연속) - 9월 13일 - EXILE ATSUSHI 《いつかきっと…》 - 9월 20일 - 코다 쿠미 《愛を止めないで》 - 9월 27일 - 코다 쿠미 《愛を止めないで》 (2주 연속) 10월 - 10월 4일 - EXILE 《Rising Sun》 - 10월 11일 - Sonar Pocket 《365日のラブストーリー。》 - 10월 18일 - L'Arc~en~Ciel 《X X X》 - 10월 25일 - AKB48 《風は吹いている》 11월 - 11월 1일 - AKB48 《風は吹いている》 (2주 연속) - 11월 8일 - 니시노 카나 《たとえ どんなに…》 - 11월 15일 - EXILE 《あなたへ》 - 11월 22일 - FUNKY MONKEY BABYS 《LOVE SONG》 - 11월 29일 - 이키모노가카리 《歩いていこう》 12월 - 12월 6일 - 아무로 나미에 《Sit! Stay! Wait! Down!》 - 12월 12일 - 아무로 나미에 《Love Story》 - 12월 19일 - 아무로 나미에 《Love Story》 (2주 연속) - 12월 26일 - 사이토 카즈요시 《やさしくなりたい》 |

### 2012년
- 1월 3일 - 니시노 카나 《たとえ どんなに…》
- 1월 10일 - 니시노 카나 《たとえ どんなに…》 (2주 연속, 통합 3주)
- 1월 17일 - EXILE 《Rising Sun》 (통합 2주)
- 1월 24일 - Sonar Pocket 《世界で一番ステキな君へ。》
- 1월 31일 - JUJU 《sign》

2월
- 2월 7일 - 아야카 《はじまりのとき》
- 2월 14일 - AKB48 《GIVE ME FIVE!》
- 2월 21일 - AKB48 《GIVE ME FIVE!》 (2주 연속)
- 2월 28일 - GReeeeN 《ミセナイナミダハ、きっといつか》

3월
- 3월 6일 - 니시노 카나 《SAKURA, I love you?》
- 3월 13일 - 니시노 카나 《SAKURA, I love you?》 (2주 연속)
- 3월 20일 - Mr.Children 《祈り ~涙の軌道》
- 3월 27일 - Mr.Children 《祈り ~涙の軌道》

4월
- 4월 3일 - Mr.Children 《祈り ~涙の軌道》
- 4월 10일 - Mr.Children 《祈り ~涙の軌道》 (4주 연속)
- 4월 17일 - Sonar Pocket 《月火水木金土日。~君に贈る歌~》
- 4월 24일 - GReeeeN 《オレンジ》

5월
- 5월 1일 - 이키모노가카리 《ハルウタ》
- 5월 8일 - 이키모노가카리 《ハルウタ》 (2주 연속)
- 5월 15일 - Ms.OOJA 《Be...》
- 5월 22일 - 니시노 카나 《私たち》
- 5월 29일 - 니시노 카나 《私たち》

6월
- 6월 5일 - 니시노 카나 《私たち》 (3주 연속)
- 6월 12일 - 쇼난노카제 《炎天夏》
- 6월 19일 - JUJU 《ただいま》
- 6월 26일 - 세네루 《ビリーヴ》

7월
- 7월 3일 - 세네루 《ビリーヴ》
- 7월 10일 - 세네루 《ビリーヴ》
- 7월 17일 - 세네루 《ビリーヴ》 (4주 연속)
- 7월 24일 - 니시노 카나 《GO FOR IT!!》